# Ba tráng sĩ và nữ hoàng Shamakhi
Ba tráng sĩ và nữ hoàng Shamakhi (tiếng Nga: Три богатыря и Шамаханская царица) là phần thứ tư trong chùm phim hoạt hình Ba tráng sĩ.